# Lampadedromie napoletane
Le lampadedromie napoletane erano delle competizioni sportive che si svolgevano anticamente a Napoli.

## Storia
L'origine di tali competizioni risale al 425 a.C. grazie al navarca ateniese Diotimo che le istituì in onore della sirena Partenope. La gara consisteva in una staffetta a squadre nella quale i cursores dovevano cedere il testimone, sotto forma di una fiaccola, ad altri membri della propria squadra, fino al taglio del traguardo, cercando di tenere accesa la fiamma. Se al traguardo fosse capitato malauguratamente di spegnere la fiaccola, la vittoria era concessa al secondo arrivato oppure al terzo e così via.
L'organizzazione della competizione era affidata ai sacerdoti sotto la supervisione di un arconte. Il ginnasiarca si occupava di allenare, retribuire ed incoraggiare i concorrenti che erano selezionati tra gli efebi. Le corse partivano dalla regio heraclensis, che corrisponde all'attuale piazza Municipio, e si concludevano dove sorgeva l'arcaico cenotafio di Partenope, probabilmente nell'area dove oggi è situato il Castel dell'Ovo, attraversando le grotte platamoniche, corrispondenti all'attuale via Chiatamone. La scelta della fiaccola serviva a ricordare il mito di Prometeo e i doni dello spirito.
Rappresentazioni visive delle lampadedromie sono giunte fino ad oggi grazie a delle monete, ad un distico custodito a Pompei e al frammento di Timeo di Tauromenio: FGrHist 566 F 98.